# Froilán Escobar

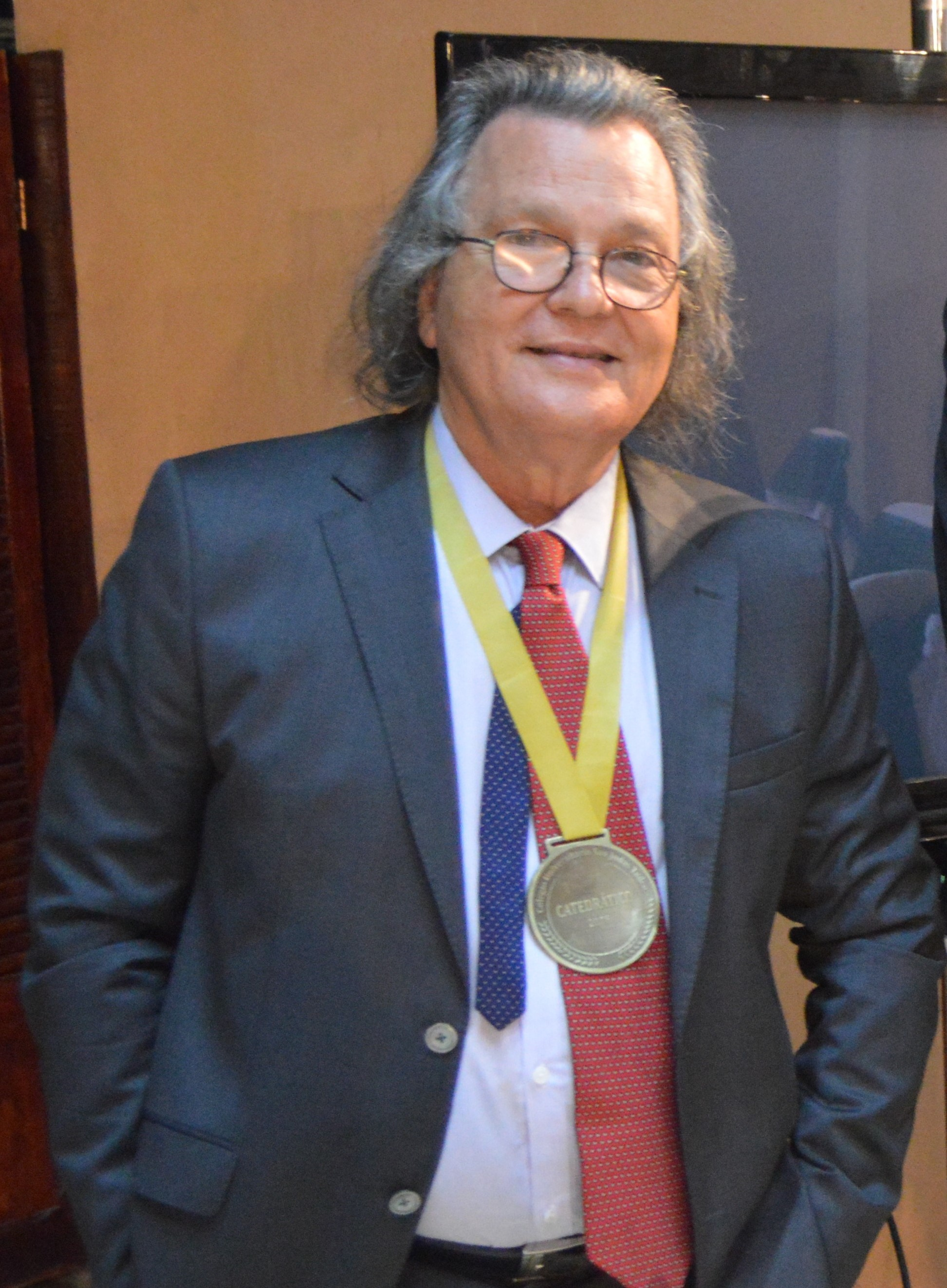
Froilán Escobar es un escritor cubano costarricense.

Froilán Escobar González, escritor cubano-costarricense nacido en San Antonio de los Baños en 1944. Es Licenciado en Periodismo y Máster en Comunicación Política. Diplomado de Lengua y Traducción de la Lengua Francesa. Desde 1992 reside en Costa Rica dedicado a la docencia universitaria. Ha impartido conferencias y talleres como profesor invitado en la Universidad de Puebla, México, Universidad de Mérida, Universidad Autónoma de Nayarit (UAN), Universidad Nacional Autónoma de México (UNAM), Universidad de La Habana, Universidad Autónoma de Chiriquí, Panamá, Costa Rica, Becario Fundación Pro-Helvetia, Suiza, como profesor del curso sobre Literatura cubana, Universidad de Zúrich, Suiza. Conferencista invitado en las universidades de Lausanne, Friburgo, Berna y Ginebra.
Froilán Escobar pertenece al grupo de escritores que funda en La Habana, Cuba, la publicación cultural El Caimán Barbudo. Y es discípulo del Curso Délfico de José Lezama Lima.
Ha publicado una veintena de libros en los cuales ha buscado reivindicar las voces marginadas que, hasta su llegada, habían permanecido sumidas en el silencio. Ha desarrollado una obra narrativa que logra una relevancia trascendental en el plano lingüístico, el cual no se asume como “una estrategia de composición”, sino que más bien se vuelve en el principio jerárquico que organiza todo el mundo expresivo. En tal sentido, su libro Martí a flor de labios, fue calificado por el crítico cubano Cintio Vitier como “un suceso predigioso”.

## Biografía
Nació en San Antonio de los Baños en 1944. En esta ciudad de Cuba creció y concluyó la enseñanza primaria y secundaria. En 1961 se trasladó a La Habana donde, más tarde, iniciaría estudios universitarios de periodismo. En 1963 conoce a José Lezama Lima y forma parte, como discípulo, del Curso Délfico. Comienza, ese año, como periodista en el periódico Hoy. En 1966, pasa a trabajar a Juventud Rebelde, integra el grupo de “Los Doce Apóstoles”, jóvenes poetas que, junto con Jesús Díaz, en 1966, fundan el suplemento cultural El Caimán Barbudo. Desde 1968 a 1970, es periodista en la revista Cuba Internacional. De 1980 a 1990, integra el equipo de la revista Somos Jóvenes, medio en el cual llegó a ser jefe de redacción. Durante los años 1988-1989, como profesor adjunto- de la Facultad de Periodismo de la Universidad de La Habana, impartió los cursos de Entrevista y Reportaje. En dos ocasiones recibió el Premio Nacional de la Crítica en Cuba por sus obras La vieja que vuela (1990) y Martí a flor de labios (1991). En 1992 emigra a Costa Rica y comienza su carrera como docente en la Universidad Federada San Judas Tadeo y pasa a ser Decano de la Facultad de Periodismo de dicha institución, donde sobresalió por enseñar la crónica en profundidad con las técnicas utilizadas por el Nuevo Periodismo.   Casi toda su obra novelística la ha producido durante su vida en Costa Rica. En este país obtuvo el Premio Nacional Aquileo J. Echeverría y el Premio Áncora por su novela Ella estaba donde so se sabía. Fue finalista en el Premio Anagrama 2014, España, con su novela Tres en una taza.

## Estilo y temas
Ha publicado más de diez libros en los cuales ha buscado reivindicar las voces marginadas que, hasta su llegada, habían permanecido sumidas en el silencio. Ha desarrollado, además, una obra narrativa que logra una relevancia trascendental en el plano lingüístico, el cual no se asume como "una estrategia de composición", sino que más bien se vuelve en el principio jerárquico que organiza todo el mundo expresivo. Con respecto a su estilo el crítico y ensayista Martin Lienhard, autor de La voz y su huella, ha expresado: 
"Como narrador, Froilán Escobar sigue una vereda abierta —de diversas maneras y con objetivos variables— por autores como José María Arguedas, Juan Rulfo, João Guimarães Rosa o, todavía, el angoleño José Luandino Vieira, y que se caracteriza por el descubrimiento de la eficacia estética y el valor cognoscitivo de los lenguajes y las maneras de narrar que surgen en los ambientes donde predomina la expresión y la comunicación oral. No se trata, desde luego, de la mera transcripción o del traslado a la página impresa de tales lenguajes y maneras de narrar, sino, a través de un complejo proceso de decantación y recreación, de transformarlos en instrumentos de un lenguaje literario inédito al servicio, en definitiva, de una visión renovada y más amplia de la realidad. En base a una estrategia de este tipo y valiéndose de su sensibilidad poética excepcional".

## Opinión de la crítica

### SobreElla estaba donde no se sabía
"Al examinar el lenguaje de Ella estaba donde no se sabía, llama poderosamente la atención su audacia inventiva, su capacidad por hacer de las palabras elementos al servicio de múltiples funciones, desplazando violenta o sutilmente sus usos y significados habituales en la norma, metamorfoseándolas fonéticamente, asociándolas de modo imprevisto, etc. En un plano más amplio, es posible observar cómo ciertas estructuras gramaticales se ponen al servicio de las necesidades sintácticas del relato total o de los usos rítmicos y musicales de la narración. " Guillermo González Campos, Áncora, La Nación, Costa Rica, 2007.

### SobreLa última adivinanza del mundo
“La novela entreteje realismo crítico y realismo poético, crónica y expresionismo, para ensanchar una narración que, al responder a la esencia de lo cubano, plasma la presencia mágica de la religiosidad afrocaribeña, de sus creencias y de sus misterios, de sus mitos y de sus ritos, de sus universos y de sus poderes.” Francisco Garzón Céspedes, Cátedra CIINOE, 2010.
“La novela ofrece un mundo en cuyo interior tres peculiaridades se trasponen. La primera es un desasosiego lingüístico sin precedentes cuya riqueza léxica desborda los límites de lo decible. La segunda es el relato de una historia que nos incita a buscar la resignificación de la gesta heroica de los mambises. La última, y posiblemente la más importante, es la incomparable vitalidad con que se recorren los recónditos escondrijos del mundo religioso afrocaribeño cuyos misterios se presentan ante nuestros ojos a través de un expresionismo monumental.” Guillermo González Campos, Revista Encuentro, España, 2012.

### SobreTres en una taza
“Todas las obras literarias de Froilán Escobar poseen una natural propensión a demoler la serenidad, el equilibrio y la medida, las tres cualidades del arte clásico. En esta, en particular, nos recuerda que muy posiblemente el irracionalismo sea el principio positivo que crea y le da valor a toda nuestra existencia.” Guillermo González Campos, Ediciones bagua.com, 2016.
Este no es un libro. Es una fiesta. Una fiesta de la imaginación, del lenguaje, una celebración de la vida que no elude la muerte, la asimila con la despedida desmesurada de un gran poeta que deja una mitología y una ausencia irremediable. La novela recorre la ciudad en un viaje alucinado. Por ella desfila toda la fauna urbana en una realidad que se multiplica y se desdobla como el propio protagonista. Luis Manuel García Méndez: “Una fiesta de la palabra”, prólogo a la edición de Tres en una taza, Ediciones Bagua, Madrid, España: septiembre de 2016.
En Tres en una taza, Froilán Escobar pone de manifiesto su maestría narrativa, al convertir unos elementos tan numerosos y heterogéneos en un entramado coherente y compacto. Las numerosas historias se engarzan de modo orgánico, y de igual modo al permanente juego de realidad e irrealidad que es la novela, logra incorporar vivencias autobiográficas que le dan valor como testimonio generacional. Carlos Espinosa Domínguez, Aranjuez | 27/09/2019, Cubaencuentro, España: “Una novela que se sueña a sí misma”.
Esta es una novela de las paradojas. Para poder juntar en sus páginas lo hermoso y lo terrible de la década del 70 en Cuba, Froilán Escobar se vale de una estructura de colmena. Se sale del ordenamiento aristotélico con la superposición, múltiple y simultánea, de muchas historias con diferentes perspectivas. Solo así, logra contar del todo lo que alcanzaba a salvar del todo, sin que importe si, en el constante acecho de las contradicciones, pone en entredicho la verosimilitud, o por la exuberancia de juegos formales roza el mito, el poema solapado, lo insólito. Leonardo Padura, martes, 13 de junio de 2017, El Plural, España: “Paradojas y sentido de 'Tres en una taza'”.
Tres en una taza tiene, en esa vocación de hoyo negro donde el tiempo y el espacio se doblan, un orden interno, que es el orden de la poesía. El tiempo y el narrador pueden variar en el giro de una frase. Una vuelta de timón del conductor de la guagua te puede llevar, de forma inusitada, a otro de las docenas de personajes, sin que nunca te abandone esa extraña sensación de que mientras leés, otro relato sucede simultáneamente un párrafo más abajo. Andrey Araya Rojas,  | 23/09/2016 11:02 a. m., Cubaencuentro, España: “El heredero de las abejas”.

## Obras

### Crónicas
- Che sierra adentro, Froilán Escobar, Félix Guerra. Revista Cuba Internacional mayo-junio 1970. Unión de Escritores y Artistas de Cuba, 1982
- Martí a flor de labios, Froilán Escobar, Editora Política, Cuba, 1991.
- El año que estuvimos en ninguna parte, Froilán Escobar Félix Guerra y Paco Ignacio Taibo II. Editorial Txalaparta, México, 1995 (traducido al portugués, francés, inglés, alemán, japonés, turco).
- Historias de vida, (editor y prologuista) coedición de la Fundación Educativa San Judas Tadeo y MarViva, Costa Rica, 2008.
- Aún somos cabécares, editores Froilán Escobar, Guillermo González Campos, Editorial San Judas Tadeo, Costa Rica, 2013.
- Don Pepe, crónicas al pie del hombre, editor, Fundación Educativa San JudasTadeo, Costa Rica, 2016.
- Gnäbe quiere decir persona, editores Froilán Escobar, Reisa Mirella Vega Ríos, Editorial Universidad Autónoma de Chiriquí, Panamá, 2018.

### Literatura para niños
- El monte en el sombrero. Editorial Gente Nueva, Cuba, l986; Ed. Colihue, Buenos Aires, 1991.
- El cartero trae el domingo. Editorial Farben-Norma, Costa Rica, 1995; Panamericana Editorial, Colombia, 2010.
- El patio donde quedaba el Mundo. Panamericana Editorial, Colombia, 1997.
- Ana y su estrella de olor, Editorial Panamericana, Colombia,1996.

### Novelas, cuentos
- La vieja que vuela. Ediciones Unión, 1991. Editorial Gente nueva, Cuba, 1993. Editorial Sudamericana, Argentina, 1997;
- Largo viaje de ceniza. Editorial La Buganville, Barcelona, España, 2001. Ediciones Koala, México, 2007.
- Ella estaba donde no se sabía, Instituto Cubano del Libro, Editorial Letras Cubanas, 2005; Editorial UNED, Costa Rica, 2006.
- La última adivinanza del mundo. Editorial UNED, Costa Rica, 2009.
- Tres en una taza. Novela finalista en el Premio Herralde 2014, Editorial Anagrama, España. Ediciones Bagua, España, y Ediciones Uruk, Costa Rica, 2016.
- Borges, el hombre que no sabe morir. Editorial Nueva Generación, Argentina, 2021.

### Ediciones críticas
- José Martí. Diarios de Campaña. Froilán Escobar, Casa Editora Abril, Cuba, 1996.

### Ensayos literarios y periodísticos
- El quehacer periodístico, Froilán Escobar, Mauricio Martínez y Otto Vargas, editorial Castro Madriz, Colegio de Periodistas de Costa Rica, 2001.
- “Bajo el signo de la maravilla”. Froilán Escobar, Biblioteca Virtual Miguel de Cervantes, 2010.
- Crónicas latinoamericanas: periodismo al límite, Froilán Escobar (con Ernesto Rivera, editorial La pluma es flecha, Fundación Educativa San Judas Tadeo, Costa Rica, 2008. Editorial La Hoja del Norte, Venezuela, 2016.
- “Juntos en la crónica el hecho y el hechizo”. Froilán Escobar, TEORÍA Y PRAXIS año 15, No.31, junio-diciembre de 2017, pp.27-34
- “De la crónica a la novela sin ficción: fabuloso atrevimiento de la palabra humana”. Froilán Escobar, TEORÍA Y PRAXIS año 16, N.º 34, enero-julio de 2019, pp 51-61.

## Premios
- 1991: Premio Nacional de la Crítica (Cuba), por La vieja que vuela.
- 1993: Premio Nacional de la Crítica (Cuba), por Martí a flor de labios.
- 2006: Premio Nacional Aquileo J. Echeverría (Costa Rica), por Ella estaba donde no se sabía.
- 2006: Premio Áncora de Literatura (Costa Rica), por Ella estaba donde no se sabía.